# 860–880 Lake Shore Drive Apartments
Unter der Bezeichnung 860–880 Lake Shore Drive Apartments werden zwei Hochhäuser am Michigansee in Chicago nach ihrer Adresse benannt, auf der sie 1951 von dem deutschen Architekten Ludwig Mies van der Rohe errichtet worden sind. Sie gelten heute als wegweisend für die Konstruktion von Bauwerken der Architektur der Moderne bzw. des Internationalen Stils.

## Geschichte
1947 erhielt Ludwig Mies van der Rohe von dem Projektentwickler Herbert Greenwald und dem Grundstückseigentümer Robert Hall McCormick den Auftrag für die Planung von zwei Hochhäusern mit Eigentumswohnungen am Michigansee in Chicago.
Mies van der Rohe hatte 1921 mit seinem Wettbewerbsentwurf für ein Hochhaus an der Friedrichstraße in Berlin einen entscheidenden Impuls für die Weiterentwicklung für Hochhäuser überhaupt gegeben, indem er unter Verwendung eines modernen Stahltragwerks, auf alle Grundriss- und Fassadenkonventionen verzichtend, großflächig nutzungsvariable Innenräume und vollständig verglaste Fassaden vorsah.
Bei den Lake Shore Drive Apartments setzte er nun, dreißig Jahre später, diese von ihm als „Haut- und Knochen“ (=Glasfassade und Stahltragwerk) - Architektur bezeichnete und technisch innovative Bauweise das erste Mal in die Tat um. Dabei gelang es ihm hier im Hochhausbau als erstem Architekten alle Fassaden fast vollständig zu verglasen, die Wohnungen von konstruktiven Einschränkungen freizuhalten und durch eine konsequent technische Bauweise und subtile Gestaltung eine ganz neue Wahrnehmung zu schaffen, bei der die technischen Mittel selbst die ästhetische Wirkung entfalten. Maßgeblich ist hier Stahl-Beton-Hybridbauweise.
Nach der Fertigstellung 1951 wurden die Apartmenthäuser von der Fachpresse meist sehr positiv aufgenommen und in der Folgezeit für Mies van der Rohe selber und zahlreiche andere Architekten zur Grundlage für die Planung ihrer Hochhausbauten, wobei die Nutzung mit Büros in den Vordergrund rückte (z. B. Lever House von Gordon Bunshaft, Mile High Center von Ieoh Ming Pei, John Hancock Center von Bruce J. Graham).
Die 860–880 Lake Shore Drive Apartments wurden als Wohnungen errichtet und stehen seit dem 28. August 1980 als Baudenkmal im National Register of Historic Places. Seit 1996 zählen sie zu den „Chicago Landmarks“.

## Beschreibung
Die beiden fast baugleichen Hochhäuser stehen auf einem annähernd dreieckigen Grundstück am Ufer des Michigansees im Norden von Chicago, direkt an der vielbefahrenen Uferstraße (Lake Shore Drive). Sie sind rechtwinkelig in einem kurzen Abstand zueinander auf dem Grundstück ausgerichtet und öffnen sich, vom Eingang her, hin zum Michigansee.
Pro Etage gibt es 8 Eigentums- bzw. Mietwohnungen in 4 Varianten der Aufteilung des Grundrisses, verteilt auf 26 Geschosse, also insgesamt 208 Wohn-Einheiten pro Gebäude. Diese ergeben eine Gesamthöhe von 82 m (amerikan. Maß: 266 Fuß). Um die Erschließungskerne mit Treppen und Aufzügen in der Gebäudemitte wurde ein quadratisches Stützenraster von 21 × 21 Fuß (6,47 × 6,47 m) angelegt mit drei Feldern an der Schmalseite und fünf Feldern auf der breiteren Längsseite. Die Stahlstützen sind zur Aussteifung des Gebäudes teilweise mit Wandscheiben aus Stahlbeton verbunden (Statik durch Frank Kornacker). Das gesamte Stahltragewerk ist feuersicher mit Beton ummantelt und damit im Kern feuerresistent.
Die Wohnungen sind durch einen Flur zugänglich, der in der Längsachse in Gebäudemitte den Erschließungskern bildet. Sie wurden bis auf eine Installationswand, die alle Sanitärleitungen aufnimmt, frei unterteilbar und an der Fassadenseite raumhoch verglast. Diese Aluminiumfenster lassen sich im unteren Bereich aufklappen und darüber als Drehflügel ganz öffnen. In der Erstausstattung waren alle Wände weiß gestrichen und der Boden mit schwarzem Linoleum ausgelegt. Eine Neurenovierung des Gebäudes wurde zwischen 2007 und 2009 durchgeführt.
Die innen wie außen silbrigen Rahmen der Aluminiumfenster blieben unbehandelt, sodass ihre reine Materialschönheit zum Ausdruck gelangt. Sie wurden über mehrere Geschosse vormontiert, danach an den Montageort gehoben und an den Außenstützen und Deckenrandträgern mit Schrauben und Schweißgeräten fixiert. Dieses Verfahren ermöglichte einen raschen Baufortschritt. Alle Rahmenpfosten und Stützen erhielten eine Verstärkung durch Doppel-T-Walzprofile, die der Konstruktion gebäudehoch und durchlaufend an der Außenseite ihre Statik geben und die Fassadenstruktur optisch verschlanken. So ist die bestimmende Farbe des Gebäudes das dunkelbraun des Stahlgerüstes, im Zusammenspiel der silbergrauen Fensterrahmen, wodurch die Ästhetik durch die unverdeckte Sichtbarmachung des Materials seine volle Wirkung entfalten kann.
Im Erdgeschoss mit einer Höhe von zwei Regelgeschossen ist die Fassade hinter die äußere Stützenreihe planimetrisch etwas zurückgetreten, so dass ein kolonnadenartiger Umgang entsteht. Auch hier sind die Wände vollständig verglast, wobei etwa 60 Prozent der Gläser opak ausgeführt wurden. Neben einer großen Eingangshalle befinden sich in dieser Zone verschiedene Funktionsräume und ein Büro der Hausverwaltung bzw. ein kleines Lebensmittelgeschäft. Eine variable Struktur erhält das Gebäude im Tagesablauf durch das Wechselspiel der beweglichen Abdunkelungsmöglichkeiten der Räume durch Markisen, die von innen zu betätigen sind.
Innen wie außen sind die Standflächen der beiden Gebäude und der Verbindungsteil zwischen ihnen mit Bodenplatten aus Travertinstein bedeckt. In den zwei Untergeschossen, die fast die gesamte Grundstücksfläche einnehmen, befindet sich eine von außen zugänglich und befahrbare Tiefgarage mit etwa 115 Stellplätzen. An der Oberfläche ist etwa die Hälfte des Grundstücks mit Rasen und Bäumen begrünt, die ein sauberes Gesamtbild für das Grundstück ergeben.

## Belege
1. ↑  Buildings at 860--880 Lake Shore Drive im National Register Information System. National Park Service, abgerufen am 9. August 2017.